# Peter Escher (Journalist)

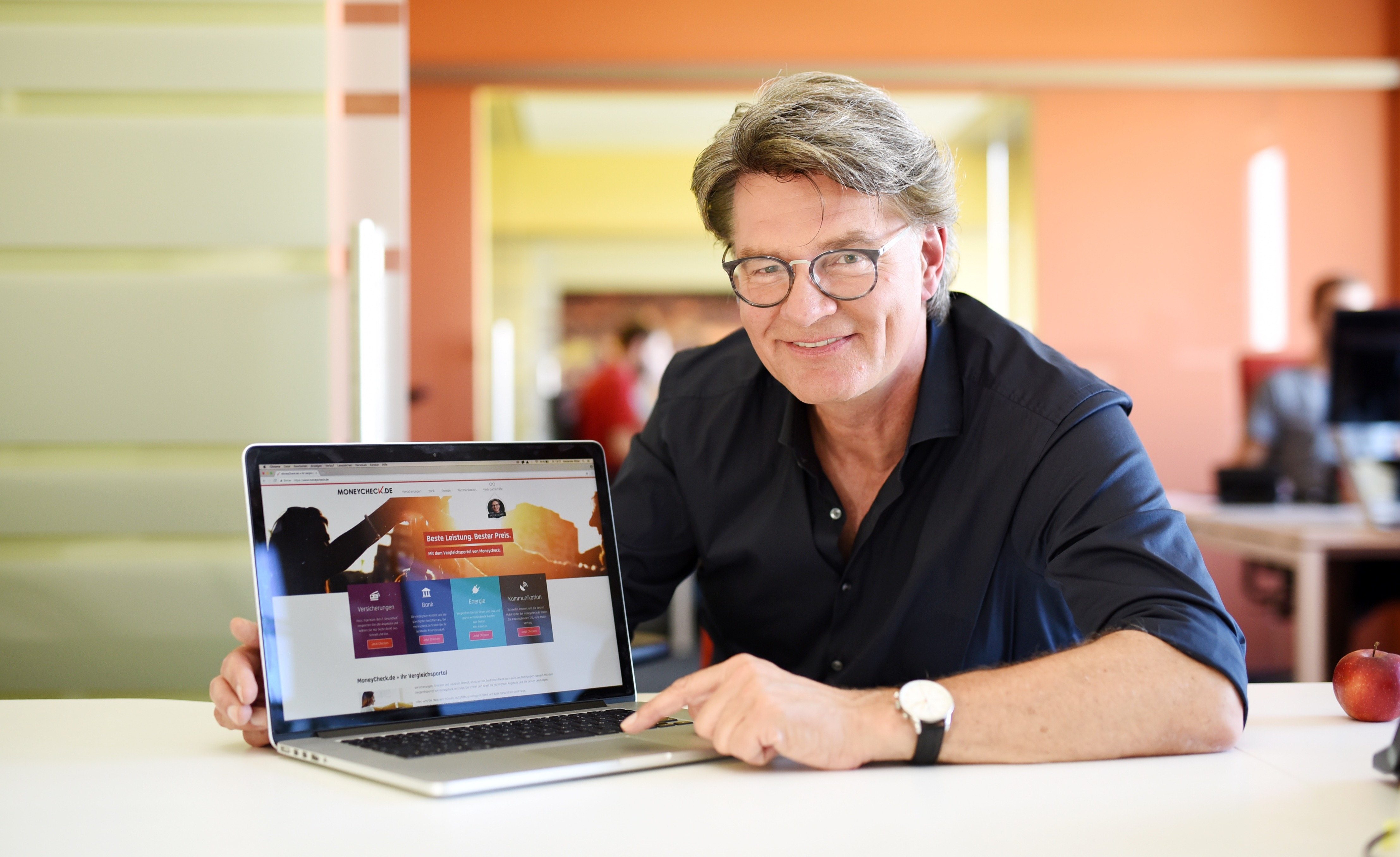
Peter Escher 2017

Peter Escher (* 28. Juni 1954 in Weißwasser/Oberlausitz) ist ein deutscher Fernseh- und Hörfunkmoderator sowie Journalist.

## Leben
Ab 1976 arbeitete Escher als Redakteur und Nachrichtensprecher beim Rundfunk der DDR. 1986 beendete er diese Tätigkeit und arbeitete von da an im Ost-Berliner Künstlerclub Möwe und als Manager mehrerer Jazzbands und Kabarettisten. Er kehrte dennoch zum Hörfunk zurück und wurde freiberuflicher Mitarbeiter bei DT64, dem Jugendradiosender der DDR. Escher flüchtete 1989 in die Bundesrepublik Deutschland. Anschließend übte er verschiedene redaktionelle Tätigkeiten bei Radio Charivari und bei creatv aus, einer Fernsehproduktionsgesellschaft in Hürth bei Köln, die auch für RTL produzierte. So war Escher unter anderem Redakteur bei der Talkshow Hans Meiser. Von 1995 bis 2013 moderierte er die Ratgebersendung Escher – Der MDR-Ratgeber (vormals Ein Fall für Escher) im MDR Fernsehen, die die längste Zeit von creatv sehr erfolgreich und mit außerordentlichen Quoten produziert wurde. Von 1996 bis 2004 war Escher Moderator bei MDR 1 Radio Sachsen. 2002 wurde die Peter-Escher-Stiftung gegründet, deren Ziel die Förderung der Forschung und Behandlung auf dem Gebiet der Kinderkrebsheilkunde ist. In der seit 2007 im MDR ausgestrahlten Fernsehsendung Die Spur der Täter begleitet Escher Kriminalpolizisten bei der Ermittlung und ist auch selbst an der Spurensuche beteiligt. 2008 erschien seine Autobiografie Ein Fall für mich. Seit April 2014 moderiert Escher die Fernsehreihe Meine zweite Chance.
Ab November 2015 war Escher mit einem Online-Ratgeber in Zusammenarbeit mit dem Rechtsanwalt Frank Hannig aktiv gegen Ärztepfusch, Behördenwillkür, Nachbarschaftsstreitigkeiten oder Abzocke im Internet. Im August 2016 beantragte die dazu gegründete Firma Escher Hilft GmbH Insolvenz. Es kam zu einem Rechtsstreit zwischen den ehemaligen Partnern, in dessen Zuge Escher in einem ersten Urteil die Nutzungsrechte an seiner Facebook-Seite zugesprochen bekam. Diese war zwischenzeitlich von seinem ehemaligen Partner umbenannt worden.
Seit 1. Juli 2017 bietet Escher zusammen mit einem Beratungs- und Vergleichsportal Beratung und rechtlichen Beistand an.
Escher unterstützt mit seiner Arbeit die Suche von Opfern einer Zwangsadoption in der DDR. Im April 2018 trug Escher dazu bei, dass das Adoptivkind Ronny Wendschuh nach 38 Jahren seine Mutter wiederfinden konnte. Wendschuh, ursprünglich Robert Albrecht, war auf Druck der DDR-Behörden zur Adoption freigegeben worden, hatte davon aber bis zu seinem 25. Geburtstag nichts erfahren.
Peter Escher engagiert sich seit dem 1. Dezember 2018 für die Unfallhilfe „ProClienta360Grad“. Das Unternehmen kümmert sich um Menschen, die nach unverschuldeten Verkehrs-, Arbeits- oder Sportunfällen Probleme haben.

## Publikationen
- Ein Fall für mich. Das Neue Berlin, Berlin 2008, ISBN 978-3-360-01282-1.
- Mit mir nicht! Books4Success, 2013.